# Desastre minero de Bulla Loca
El desastre minero de Bulla Loca fue el colapso de una mina ilegal de oro el 20 de febrero de 2024 en La Paragua, estado Bolívar, Venezuela, dejando al menos 16 muertos, aunque el número exacto de personas fallecidas varía entre las autoridades.

## Antecedentes
La crisis actual en Venezuela ha exacerbado el problema de la minería ilegal en el país, particularmente en el estado Bolívar, contraviniendo las leyes venezolana y creando numerosos problemas ambientales.

## Accidente
El accidente ocurrió el 20 de febrero a las 3:00 p. m. en la mina ilegal de Bulla Loca en Bolívar, y durante las siguientes horas se rescataron a múltiples víctimas. Al día siguiente, a las 3:30 p. m., el alcalde del municipio Angostura, Yorgi Arciniega, informó en un primer balance que para el momento se habían confirmado 15 fallecidos y 4 heridos, que la autopsia de las víctimas se realizaba en el aeropuerto y que los cuerpos estaba siendo trasladados vía fluvial hasta el Puerto Guacara, en La Paragua. Para las 6:00 p. m., el secretario de Seguridad Ciudadana en Bolívar, Edgar Colina Reyes, declaró que para dicha hora se contabilizaban 16 personas fallecidas y 16 heridas. A raíz del hecho se desalojaron a 1.271 mineros ilegales.